# Oleg Salenko
Oleg Anatólievitx Salenko (rus:Олег Анатольевич Саленкo; 25 d'octubre de 1969, Sant Petersburg, Rússia) és un ex futbolista soviètic d'origen rus-ucraïnés, màxim golejador del mundial Estats Units 1994 juntament amb Hristo Stoítxkov, amb 6 gols.

## Biografia
Va iniciar la seua carrera futbolística en el Zenit Leningrad (Sant Petersburg) d'on va passar en 1989 al Dinamo de Kïiv (convertint-se en el primer futbolista rus que passava a jugar a Ucraïna), equip en el qual va militar quatre anys marcant 48 gols.
El 1992 fa el salt a la lliga espanyola, quan va fitxar pel CD Logroñés. Després d'un any d'adaptació va realitzar una gran segona campanya, marcant 17 gols que van ajudar a fer encara més gran a l'equip i li van valdre la convocatòria per al Mundial. Allí faria història en el partit contra Camerun, marcant 5 gols i sent el primer i únic futbolista que ha assolit tal proesa en un mateix encontre. A més, va aconseguir el trofeu de màxim golejador, havent jugat únicament la primera fase del campionat, honor compartit amb el búlgar Hristo Stoítxkov.
Salenko va tornar del Mundial consolidat com a golejador, i la temporada 1994-95 fitxaria per un gran de la lliga, el València, on no va quallar per qüestions extraesportives.
El gener de 1995 va ser traspassat al Glasgow Rangers de la lliga escocesa i va començar el seu declivi. A l'any següent fitxaria per l'Istanbulspor turc, on va fer una temporada mitjanament acceptable (11 gols) però una greu lesió de genoll li mantindria en dic sec dos anys. Finalment, va intentar tornar després de la lesió fitxant pel Córdoba CF, històric que militava en la Segona divisió, encara que els anys d'inactivitat li van pesar, i el van conduir a un més que discret retir en el Pogon Szcezin polonès, en 2001.
A la dècada del 2000, va ser part de les estrelles de la selecció russa de futbol platja, juntament amb altres velles glòries futbolístiques de la seua generació, a més de jugar posteriorment amb els veterans del Dínamo de Kïiv.
Assentat a Kïiv una vegada finalitzà la seua trajectòria esportiva, amb la invasió russa d'Ucraïna del 2022, va formar part de les patrulles ciutadanes que es formaren a la capital del país en contra dels invasors russos.

## Equips
| temporada | club            | país          | competició       | partits | gols |
| --------- | --------------- | ------------- | ---------------- | ------- | ---- |
| 1986      | Zenit Leningrad | URSS          | Top League       | 11      | 3    |
| 1987      | Zenit Leningrad | URSS          | Top League       | 10      | 0    |
| 1988      | Zenit Leningrad | URSS          | Top League       | 26      | 7    |
| 1989      | Dinamo Kyiv     | URSS          | Top League       | 26      | 3    |
| 1990      | Dinamo Kyiv     | URSS          | Top League       | 21      | 4    |
| 1991      | Dinamo Kyiv     | URSS          | Top League       | 28      | 14   |
| 1992      | Dinamo Kyiv     | Ucraïna       | Vyscha Liha      | 16      | 7    |
| 1992-93   | CD Logroñés     | Espanya       | Primera Divisió  | 16      | 7    |
| 1993-94   | CD Logroñés     | Espanya       | Primera Divisió  | 31      | 16   |
| 1994-1995 | València CF     | País Valencià | Primera Divisió  | 25      | 7    |
| 1995      | Glasgow Rangers | Escòcia       | Premier League   | 20      | 6    |
| 1995-96   | Istanbulspor    | Turquia       | Superlliga Turca | 15      | 11   |
| 1996-97   | Istanbulspor    | Turquia       | Superlliga Turca | 1       | 0    |
| 1997-98   | Istanbulspor    | Turquia       | Superlliga Turca | 2       | 0    |
| 1999-2000 | Córdoba CF      | Espanya       | Segona Divisió   | 3       | 0    |
| 2000-01   | Pogon Szczecin  | Polònia       | Ekstraklasa      | 1       | 0    |